# بابا فازيروغلو
بابا وزير أوغلو (بابا وزير أوغلو ماسيموف؛ 10 يناير 1954، موللايساقلي، منطقة إسماعيلي) — كاتب، شاعر، مترجم، كاتب سيناريو. عضو في اتحاد كتاب أذربيجان منذ عام 1981. حصل على جائزة كومسومول لينين لجمهورية أذربيجان الاشتراكية السوفيتية في عام 1988، ولقب فنان الشعب لجمهورية أذربيجان في عام 2005.

## حياته
ولد بابا وزير أوغلو في عام 1954 في قرية موللايساقلي بمنطقة إسماعيلي. بعد تخرجه من مدرسة حجاتاملي الثانوية، عمل في مزرعة كولخوز "برافدا" ودرس في كلية الصحافة في جامعة باكو الحكومية (1972-1977). منذ عام 1979، شغل مناصب مختلفة في اتحاد الكتاب الأذربيجانيين، وأصبح رئيس تحرير مجلة "مولا نصر الدين" في عام 1989. منذ عام 1991، هو عضو في مجلس إدارة اتحاد الكتاب الأذربيجانيين.
بدأ نشاطه الأدبي بنشر قصص في مجلة "يولدوز" في عام 1976. ترجم أعمالًا من الشعراء الروس الكلاسيكيين وتمت ترجمة أعماله إلى لغات مختلفة. عمل كمقدم في شركات التلفزيون لفترة طويلة وعمل كمحرر في شركة "مير" الدولية للإذاعة والتلفزيون.
حصل بابا فازيروغلو على وسام "شهرة" في عام 2020 ووسام "شرف" في عام 2024.
بابا وزير أوغلو هو متزوج ولديه ابنتان وابن واحد.

## أعماله
- قطار الصباح (قصص)". باكو: كاتب، 1980.
- لقاء منسي (روايات وقصص)". باكو: كاتب، 1985.
- الموقد (روايات)". باكو: الشباب، 1989.
- الطريق (روايات وقصص). باكو: كاتب، 1992.
- الدنيا لا تستحق الدموع. باكو: منشورات إشراق، 1998.

## فيلموغرافيا
- "نصر الله نصر اللهيف" (فيلم، 1999)
- "مخرج الأفلام حسن سيدبيلي" (فيلم، 2002)
- "ابن الربيع" (فيلم، 2004)
- "الجيران" (فيلم، 2006)

## وسام
- وسام «شهرة» 2020